# Bala Town Football Club
El Bala Town Football Club (en galés: Clwb Pêl-droed y Bala) es un club de fútbol de Gales, con sede en Bala. Fue fundado en 1880 y compite en la Cymru Premier, máxima categoría del fútbol galés.

## Historia
Aunque se desconoce la fecha exacta de fundación del Bala Town, las primeras actas de partidos del club se remontan a principios de los años 1880. Bala contó hasta finales del siglo XIX con dos equipos (Bala North End y Bala South End) que se fusionaron en 1897 como Bala Thursdays, y en ese tiempo también existía un club amateur conocido como Bala Press Team, del que se nutrió el equipo actual para sus partidos en competiciones regionales.
La primera aparición del Bala Town en competiciones galesas se produjo en 1921/22, cuando debutó en la segunda categoría. En los siguientes años se mantuvo en las competiciones regionales galesas, que entonces estaban dentro del esquema del fútbol inglés, como un equipo amateur. A finales de los años 1980 el club tuvo serios problemas económicos que peligraron su existencia, y por los que no pudo sumarse a las categorías superiores de la recién creada Premier League de Gales.
Bala Town no ascendió a la segunda categoría galesa hasta la temporada 2004/05, en la que terminaron en cuarto lugar. En la campaña 2009/10, el club logró su primer ascenso a la Premier League. En su primer año finalizó en undécimo lugar, salvando la categoría.

## Estadio

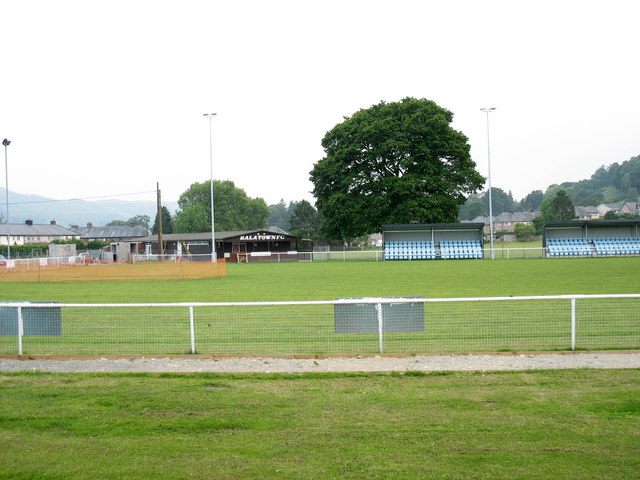
El Maes Tegid visto desde un costado del estadio.

## Palmarés

### Torneos nacioanles
- Copa de Gales (1): 2016-17
- Copa de la Liga de Gales (1): 2022-23
- Segunda División de Gales (1): 2008-09

## Participación en competiciones de la UEFA
| Temporada | Torneo                   | Ronda            | Club                | Casa | Visita     | Global      |
| --------- | ------------------------ | ---------------- | ------------------- | ---- | ---------- | ----------- |
| 2013–14   | UEFA Europa League       | Clasificatoria 1 | Levadia Tallinn     | 1–0  | 1–3        | 2–3         |
| 2015–16   | UEFA Europa League       | Clasificatoria 1 | Differdange         | 2–1  | 1–3        | 3–4         |
| 2016–17   | UEFA Europa League       | Clasificatoria 1 | AIK                 | 0–2  | 0–2        | 0–4         |
| 2017-18   | UEFA Europa League       | Clasificatoria 1 | Vaduz               | 1–2  | 0–3        | 1–5         |
| 2018-19   | UEFA Europa League       | Ronda preliminar | Tre Fiori           | 1–0  | 0–3        | 1–3         |
| 2020-21   | UEFA Europa League       | Clasificatoria 1 | Valletta            | –    | 1–0        | 1–0         |
| 2020-21   | UEFA Europa League       | Clasificatoria 2 | Standard de Lieja   | –    | 0–2        | 0–2         |
| 2021-22   | Europa Conference League | Clasificatoria 1 | Larne               | 0–1  | 0–1        | 0–2         |
| 2022-23   | Europa Conference League | Clasificatoria 1 | Sligo Rovers        | 1-2  | 1–0        | 2-2 (3-4 p) |
| 2024-25   | Europa Conference League | Clasificatoria 1 | Paide Linnameeskond | 1-2  | 1–1 (t.e.) | 2-3         |